# Gare de Centallo
La gare de Centallo est une gare ferroviaire italienne de la ligne de Fossano à Coni, située à proximité du centre ville sur le territoire de la commune de Centallo, dans la Province de Coni en Piémont.
C'est une gare Trenitalia. 

## Situation ferroviaire
Établie à 426 mètres d'altitude, la gare de Centallo est située au point kilométrique (PK) 62,483 de la ligne de Fossano à Coni, entre les gares ouvertes de Fossano et de Coni. S'intercalent les gares fermées de Maddalene, en direction de Fossano, et de San Benigno en direction de Coni.

## Service des voyageurs

### Accueil
Gare, avec un bâtiment voyageurs en service.

### Desserte
Centallo est desservie par des trains Trenitalia sur les relations Turin-Porta-Nuova - Coni et  Fossano - Vintimille.

### Intermodalité
Un parking pour les véhicules y est aménagé.